# Anne Sullivan
Anne Sullivan (14 april 1866 in een gehucht nabij Springfield (Massachusetts) – 20 oktober 1936 Forest Hills), ook bekend als Joanne Sullivan of Anne Sullivan Macy, was de docent die Helen Keller tactiele gebarentaal leerde en haar hele verdere leven aan haar verbonden bleef en optrad als vertaler. Ze was zelf slechtziend en later blind. 

## Vroege leven
Sullivan werd geboren in een arm gezin van Ierse afkomt. Ze liep als kleuter trachoom op, een ziekte die in Amerika onder arme immigranten vaak voor kwam door slechte hygiëne, en werd langzaam aan blind door de ziekte. Een paar jaar later stierf haar moeder aan tuberculose. Haar broertje Jimmie was ook besmet geraakt met deze ziekte en werd samen met Anne aan zijn lot overgelaten door hun alcoholistische vader die hen achterliet in een armenhuis. Een zusje, Mary werd naar een tante gestuurd en Sullivan zag haar waarschijnlijk niet meer terug. In het huis waren de omstandigheden zodanig slecht dat Jimmie al spoedig stierf. Sullivan woonde vier jaar lang tussen de prostituees, ongehuwde moeders en dieven die ook in het tehuis woonden. Ze zou Helen pas veel later in haar leven over deze moeilijke start vertellen.

## Eigen opleiding
Toen Sullivan 14 was bezocht Franklin Sanborn, een vriend van Samuel Howe het armenhuis. Howe had Laura Bridgman, een doofblinde vrouw, onderwezen en was de oprichter van het Perkins Instituut, de eerste school voor blinden in Amerika. Sullivan had reeds gehoord van een blindenschool en vroeg Sanborn haar toegang te verschaffen. Ze werd hierop aangenomen als studente en door de school financieel ondersteund.
Sullivan moest in eerste instantie wennen aan het kalme klimaat van Perkins, dat vergeleken met het armenhuis heel anders was. Ze raakte door pestgedrag van haar klasgenoten, die haar uitlachten omdat ze slecht kon spellen, nog gemotiveerder om te leren. Ze zou afstuderen als valedictorian en mocht een afstudeertoespraak houden voor haar klasgenoten. Sullivan onderging tijdens haar scholing ook twee operaties die haar beter zicht verschaften.

## Helen Keller
Na haar afstuderen kreeg Sullivan een baan aangeboden als gouvernante van Helen Keller, een zesjarig doofblind meisje met mutisme. Helen was al sinds zij 19 maanden was blind en doof en werd steeds onhandelbaarder, waarschijnlijk doordat zij haar wensen moeilijk kenbaar kon maken aan haar ouders. Hoewel Sullivan voor een aanzienlijke uitdaging stond nam ze de baan aan, waarschijnlijk omdat zij verder niet veel keus had. Ze had weinig familie over om op te kunnen vertrouwen en vrouwen in deze tijd hadden weinig arbeidsperspectief.

### Voorbereiding
Om zich voor te bereiden op het werk met Keller leerde Sullivan direct het handalfabet. Om zich te oefenen in het tactiel vingerspellen, begon ze te spreken via deze methode met Laura Bridgman die nog altijd op Perkins woonde en haar aanraadde strikt tegenover Keller te zijn. Ook las Sullivan zich in in de stukken die Howe had geschreven over zijn begeleiding van Bridgman. Howe had Bridgman telkens een voorwerp gegeven en het woord dat het voorwerp vertegenwoordigde in haar hand gespeld. Sullivan besloot dit anders aan te pakken; zij begreep dat horende kinderen continu woorden hoorden en dus continu verbale en linguïstieke input kregen.

### Kennismaking met Keller en eerste periode

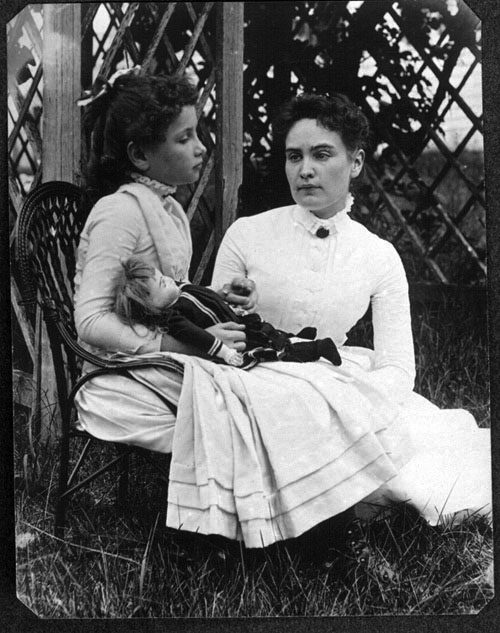
Anne Sullivan en Helen Keller (1888)

Zodra Sullivan Keller ontmoette begon ze te vingerspellen tegen haar, om de continue input die horende kinderen kregen na te bootsen. Hoewel Keller de woorden kon nabootsen, had ze in eerste instantie geen begrip van de koppeling tussen woord en voorwerp. Kellers familie bood weinig hulp. Sullivan schreef hierover met het kenmerkende racisme uit de 19e eeuw:
Ik had al heel snel door dat ik niets met Helen aan kon vangen te midden van haar familie, die haar altijd maar lieten doen wat zij wilde. 
Ze tiranniseerde eenieder, haar moeder, haar vader, de bedienden, de kleine zwartjes die met haar speelden en niemand had haar ooit serieus tegengesproken, behalve zo nu en dan haar broer James, tot ik kwam. 
En zoals alle tirannen probeert ze sterk vast te houden aan haar Godgegeven recht te doen wat ze wil.
Om haar familie te omzeilen besloot Sullivan met Keller in een tuinhuisje te gaan wonen. Hier richtte ze zich in eerste instantie op het corrigeren van Helens gedrag en al die tijd spelde ze ze woorden in haar hand. Nadat Helen en zij water pompten en Sullivan het water over Kellers handen liet stromen terwijl ze het woord water spelde, klikte het ineens dat dit ding vertegenwoordigt wordt door dit woord. Diezelfde dag leerde Keller dertig woorden, waaronder het woord waarmee Keller Sullivan haar hele leven zou aanduiden: 'teacher' (leraar).

### Vroege educatie van Keller
Na de doorbraak bij de pomp leerde Keller snel van Sullivan. In een maand had ze al vierhonderd woorden geleerd, na drie maanden kon ze zelfstandig een brief schrijven en in zes weken leerde ze braille lezen. Keller leerde daarnaast ook liplezen door haar vingers op de lippen van de spreker te leggen. Toen Keller tien was leerde ze spreken door middel van de Tad-Oma-methode, waarbij de leerling zijn of haar hand tegen de keel en kaak van de leraar legt om de vibraties van de stembanden en bewegingen van de mond te voelen. In eerste instantie leerde Keller dit van Sarah Fuller, de directrice van een dovenschool uit Boston. Na deze introductie nam Sullivan het over van Fuller en ondersteunde Keller ook in dit leertraject. Alexander Graham Bell, die Kellers ouders had doorverwezen naar Perkins toen ze hem om raad vroegen bij de opvoeding van hun onhandelbare kind, was onder de indruk van Sullivans werk.

### Latere educatie van Keller
Keller ging in 1900 studeren aan Radcliffe College. In 1904 zou ze met een Bachelor afstuderen. Dit was enkel mogelijk door Sullivans hulp. Sullivan woonde al Kellers colleges bij en vingerspelde deze ter plekke aan Keller. Keller kon een aantal van haar boeken in braille zelf lezen, maar niet al haar boeken waren beschikbaar in braille. De boeken die niet beschikbaar waren zou Sullivan voor haar vingerspellen. Ze las hierbij minimaal vijf uur per dag uit deze boeken, wat funest was voor haar eigen ogen en op een vermaning van haar oogarts kwam te staan.

### Latere leven

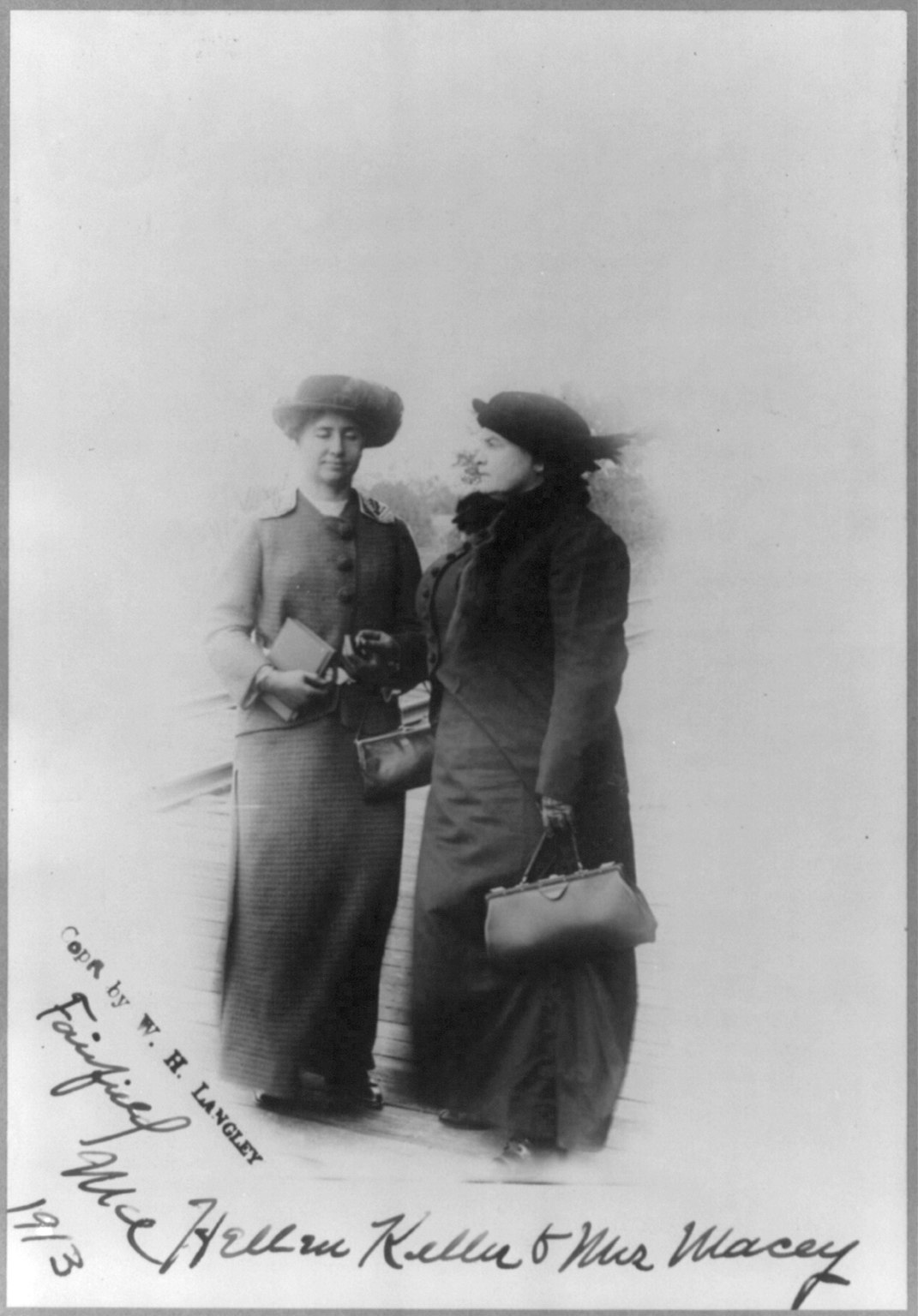
Sullivan en Keller in 1913

Keller besluit een autobiografie te publiceren en beide vrouwen komen hierdoor in aanraking met John Macy. Sullivan trouwt met Macy in 1905 en hij trekt in bij Keller en Sullivan die in die periode samen een huishouden vormen. In 1913 waren ze echter al weer gescheiden van tafel en bed. Het is niet geheel duidelijk waarom, maar Sullivan was meer dan 10 jaar ouder dan Macy en het huishouden had zodanige financiële problemen dat beide vrouwen aan een reeks lezingen begonnen die hen naast Kellers boeken in hun levensonderhoud moet voorzien.
In 1919 wordt er een film gemaakt over Keller en Sullivan die het niet goed doet, maar de beide vrouwen in aanraking brengt met vaudeville. Hierna traden ze op als komisch duo en voerden grappige gesprekken op het podium. Hoewel ze rond de 2000 dollar per week verdienen, een aanzienlijk bedrag voor deze tijd, was Sullivan niet gelukkig met het werk. In 1922 haakte ze, tevens vanwege haar verslechterende gezondheid, af. Tussen 1927 en 1930 werd Sullivans zicht steeds minder. In deze periode nam Polly Thomson, die in eerste instantie als schoonmaakster was ingehuurd, steeds meer van haar taken over. 
In 1932 stierf John Macy. Anne Sullivan stierf vier jaar later op 20 oktober 1936. Ze liet Polly nog een laatste boodschap opschrijven: 
Tot ziens John Macy, ik zal gauw bij je zijn, tot ziens, ik hield van je.

Ik wilde dat er van me gehouden werd, ik was alleen. Toen kwam Helen in mijn leven, ik wilde dat ze mij liefhad en ik had haar lief. Later kwam Polly en ik hield van Polly en we waren altijd zo gelukkig samen, mijn Polly, mijn Helen. Lieve kinderen mogen we elkaar allen weer ontmoeten in harmonie.

## The Miracle Worker
Naast de film die in 1919 gemaakt werd over Keller en Sullivan volgde in 1959 het toneelstuk The Miracle Worker. De titel was ontleend aan Mark Twain, die Sullivan ontmoet had en haar zo had bestempeld. In 1962 volgde een verfilming met dezelfde naam. In 1979 en 2000 zouden nog twee verfilmingen volgen.